# Big Boys Cry/Beautiful
「Big Boys Cry / Beautiful」（ビッグ・ボーイズ・クライ/ビューティフル）は、日本の元女性歌手、安室奈美恵の単独名義では40作目のシングル。

## 解説
CDシングルとしては「Go Round/YEAH-OH」から約1年ぶりのシングル。CDのみでの発売は「White Light/Violet Sauce」以来となった。次作より同傘下のプライベートレーベル・Dimension Pointへ移籍した為、本作がavex traxからリリースした最後の作品となった（アルバムは『Uncontrolled』）。
また、薄型ケース仕様でのリリースも30thシングル『White Light/Violet Sauce』以来となった（この仕様でのリリースも本作が最後）。
「Big Boys Cry」は、9thアルバム『PAST < FUTURE』収録曲の「FAST CAR」以来となる海外のクリエーター集団DSign Musicによる制作、プロデュース楽曲。「Beautiful」はアルバム未収録となっている。両曲ともにコーセー「ESPRIQUE」のCMソング。
同年2月23日・24日に台北アリーナで行われたアジアツアー『namie amuro ASIA TOUR 2013』の台湾公演で「Big Boys Cry」が初披露された。

## 収録曲
1. Big Boys Cry
作詞：Kanata Okajima, Nermin Harambasic, Anne Judith Wik, Ronny Svendsen, Hayley Aitken, Eirik Johansen, Jan Hallvard Larsen
作曲：Nermin Harambasic, Anne Judith Wik, Ronny Svendsen, Hayley Aitken, Eirik Johansen, Jan Hallvard Larsen
編曲 : DSign Music
2. Beautiful
作詞：Tiger, Michael Szumowski, Katrina Noorbergen, Dimitri Ehlich
作曲：Michael Szumowski, Katrina Noorbergen, Dimitri Ehlich
編曲 : Michael Szumowski
3. Big Boys Cry (Instrumental)
4. Beautiful (Instrumental)